# Biały Bór
Biały Bór (staropol. Białobork; niem. Baldenburg, dawniej Ball de Olde; ukr. Білий Бір) – miasto w Polsce, położone w województwie zachodniopomorskim, w powiecie szczecineckim, siedziba gminy miejsko-wiejskiej Biały Bór, historycznie na Pomorzu Gdańskim.
Położone jest w dolinie rzeki Białej, na przesmyku między jeziorami Bielsko i Ławiczka. Prawa miejskie uzyskał w 1382, w czasie II wojny światowej został znacznie zniszczony.
Według danych z 1 stycznia 2018 Biały Bór liczył 2171 mieszkańców.
W miejscowości działało Stado Ogierów Biały Bór. Od 1994 r. jako Zakład Treningowy Skarbu Państwa Biały Bór, potem ponownie jako SO. W 2003 r. weszło w skład Stada Ogierów w Sierakowie Wielkopolskim Sp. z o.o., a w 2007 r. przeszło w skład Stadniny Koni w Dobrzyniewie Sp. z o.o. Od ok. 2011 r. stadnina jest dzierżawiona przez firmę prywatną.

## Położenie

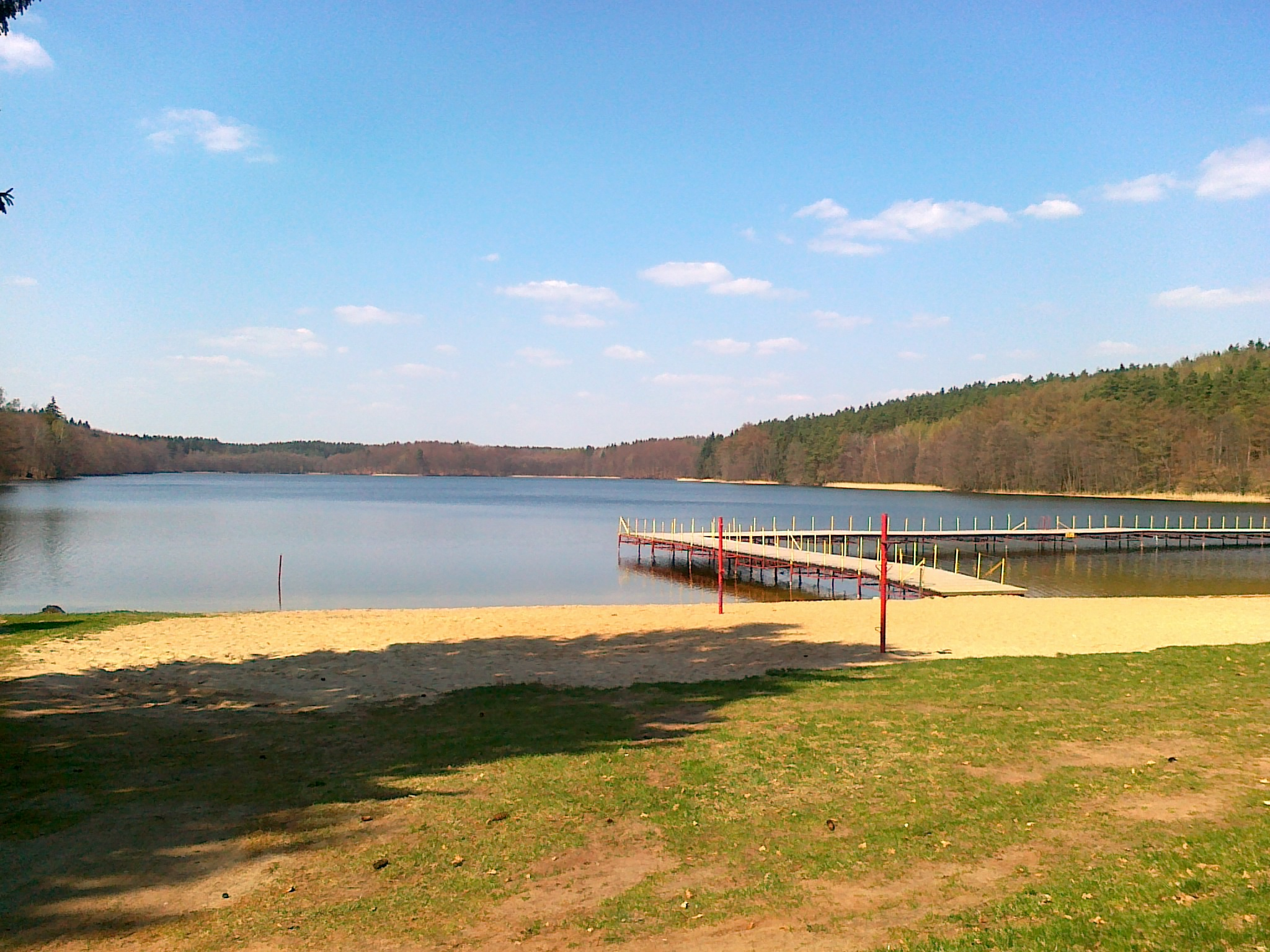
Jezioro Łobez

Położone na Pojezierzu Drawskim w okolicach jezior: Bielsko (o pow. 268 ha i głębokości do 23 m), Cieszęcino (o pow. 102 ha i głębokości 50 m), wzdłuż których rozciąga się park krajobrazowy wraz z jeziorami Łobez (zajmuje obszar o pow. 48,7 ha) i Ławiczka (pow. 6,6 ha). Leżą one w dorzeczu Gwdy i Noteci, a ich wody spływają rzeką Białą do Czernicy. Okolice jezior pokryte są lasami mieszanymi oraz borami.
W latach 1975–1998 miasto administracyjnie należało do woj. koszalińskiego.
Według danych z 1 stycznia 2010 r. powierzchnia gminy wynosiła 12,82 km².
Osiedla mieszkaniowe miasta: Dalkowo, Kamienna, Linowo.

## Historia
- 1283 – powstała parafia rzymskokatolicka, do czego przyczynił się książę Mściwoj II
- 1294 – po śmierci księcia Mściwoja II, Pomorze Gdańskie, w tym Biały Bór, zostało scalone z Polską
- 1309 – Biały Bór pod panowaniem Krzyżaków
- 1382 – lokacja miasta
- k. XIV w. – zbudowany został zamek w Białym Borze na potrzeby Krzyżaków
- 1395 – potwierdzone zostały prawa miejskie (chełmińskie) przez wielkiego mistrza Konrada Zöllnera von Rotenstein
- 1408 – probostwo otrzymało wieś od wielkiego mistrza Ulricha von Jungingena
- 1410 – król Władysław Jagiełło oddał miasto w lenno księciu pomorskiemu Bogusławowi VIII, mimo że teren jest pod wpływem Krzyżaków[5]
- 1454 – na prośbę Związku Pruskiego król Kazimierz IV Jagiellończyk ogłasza włączenie regionu do Korony Polskiej, wybucha wojna trzynastoletnia
- 1461 – zajęcie Białego Boru przez wojska polskie
- 1466 – na mocy pokoju toruńskiego miasto wróciło w granice Polski, administracyjnie stanowiąc część województwa pomorskiego prowincji Prusy Królewskie Korony Polskiej
- 1623–1638 – starostą był Andrzej Łaszewski, a następnie do 1648 jego żona Helena
- 1649–1654 – starostą Białego Boru (Białoborku) był Mikołaj Trzebuchowski, syn Samuela[6] i Elżbiety Kretkowskiej. Mikołaj Trzebuchowski wraz z żoną Teresą Łaszewską 14 lipca 1654 roku scedowali starostwo Franciszkowi Wejherowi[7]
- 1654–1671 – starostą był Franciszek Wejher
- 1671–1672 – starostą był Joachim Ernest Krokowski
- 1672–1672 – starostą Dorota Krokowska, córka poprzednika
- 1673–1768 – starostwo w rękach Wejherów
- 1768–1772 – starostą był Henryk Goltz

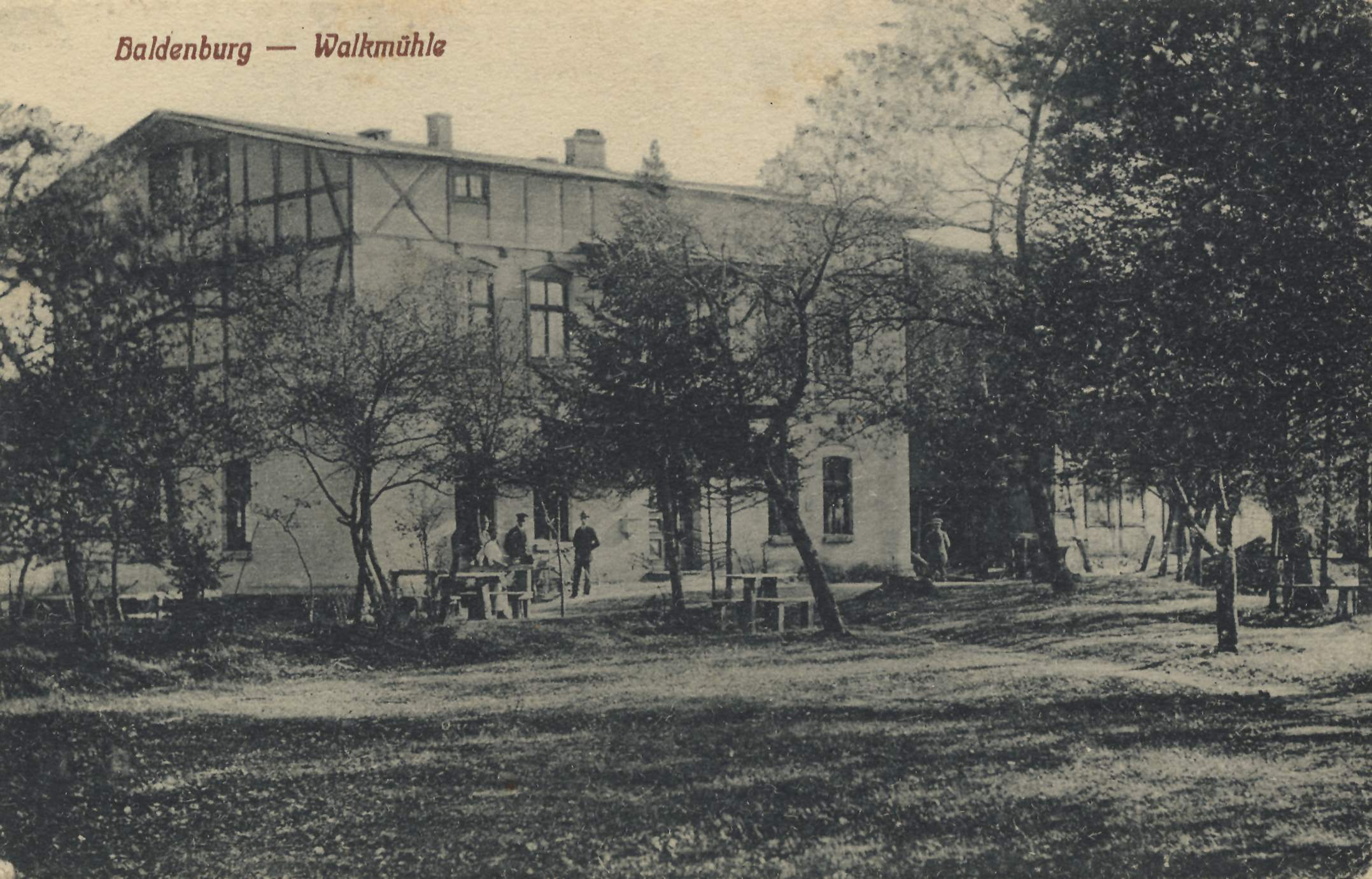
Widokówka z czasów zaboru pruskiego

- 1772 – w wyniku I rozbioru Polski miasto trafiło pod zabór pruski
- 1875 – nowy kościół katolicki, należący do parafii Eikfirn, obsługiwał 56 wiernych
- 1878 – uzyskanie połączenia kolejowego
- 1939 – 2292 mieszkańców
- 1945
  - styczeń: przez Biały Bór przeszedł marsz śmierci jeńców alianckich z niemieckiego obozu jenieckiego Stalag XX B[8]
  - miasteczko, silnie ufortyfikowane, stanowiło część umocnień Wału Pomorskiego. W czasie walk Armii Czerwonej przeciw Wehrmachtowi zostało zniszczone w 80%, zaś ludność je opuściła. W dniu 26 lutego zostało zdobyte przez żołnierzy z 313 Dywizji Piechoty należącej do 3 Gwardyjskiego Korpusu Pancernego Armii Czerwonej[9]
- 1950 – 775 mieszkańców
- 1957 – 1315 mieszkańców
- 1975 – miasto w granicach województwa koszalińskiego, w Białym Borze rozegrano mistrzostwa Polski we wszechstronnym konkursie konia wierzchowego
- 1999 – miasto w granicach województwa zachodniopomorskiego

W Białym Borze w latach 60. XX w. kręcono film Pan Wołodyjowski.
Na polskiej mapie wojskowej z 1936 r. przy oznaczeniu miasta podano polski egzonim Białybór. Nazwę Biały Bór ustalono urzędowo w 1946 r.

## Historia Żydów w Białym Borze
Żydzi pojawili się w Białym Borze w latach 70. XVIII wieku. Początkowo rozwój osadnictwa żydowskiego hamowały przepisy pruskie. W 1831 roku zamieszkiwało tu 154 Żydów (13% ludności), w 1840 – 125. W 1842 roku wybudowano synagogę o konstrukcji szachulcowej. Znajdowała się przy ul. Nadrzecznej (do 1945 roku Fliestraße). Gmina żydowska posiadała również swój cmentarz. Na początku XIX wieku funkcjonowała również szkoła dla dzieci żydowskich. Od 1830 roku dzieci te uczęszczały już wspólnie z innymi dziećmi z miasta do miejscowej, miejskiej szkoły. W 1900 roku po wydarzeniach w Chojnicach (oskarżenia o mord rytualny), doszło do wystąpień antysemickich. Zdewastowano synagogę. Od tego czasu populacja Żydów w mieście zaczęła spadać.
W 1903 roku mieszkało tu 107 Żydów, a w czasie I wojny światowej liczba spadła do 50 osób, a w 1924 roku do 48. Po dojściu nazistów do władzy społeczność żydowska praktycznie w mieście przestała istnieć. W 1938 roku zniszczona została synagoga. W maju 1939 roku w Białym Borze mieszkało 6 Żydów, reszta społeczności sprzedała swoje domy, zlikwidowała interesy i głównie udała się na emigrację.

## Demografia
Według danych z 31 grudnia 2010 r. miasto miało 2219 mieszkańców.

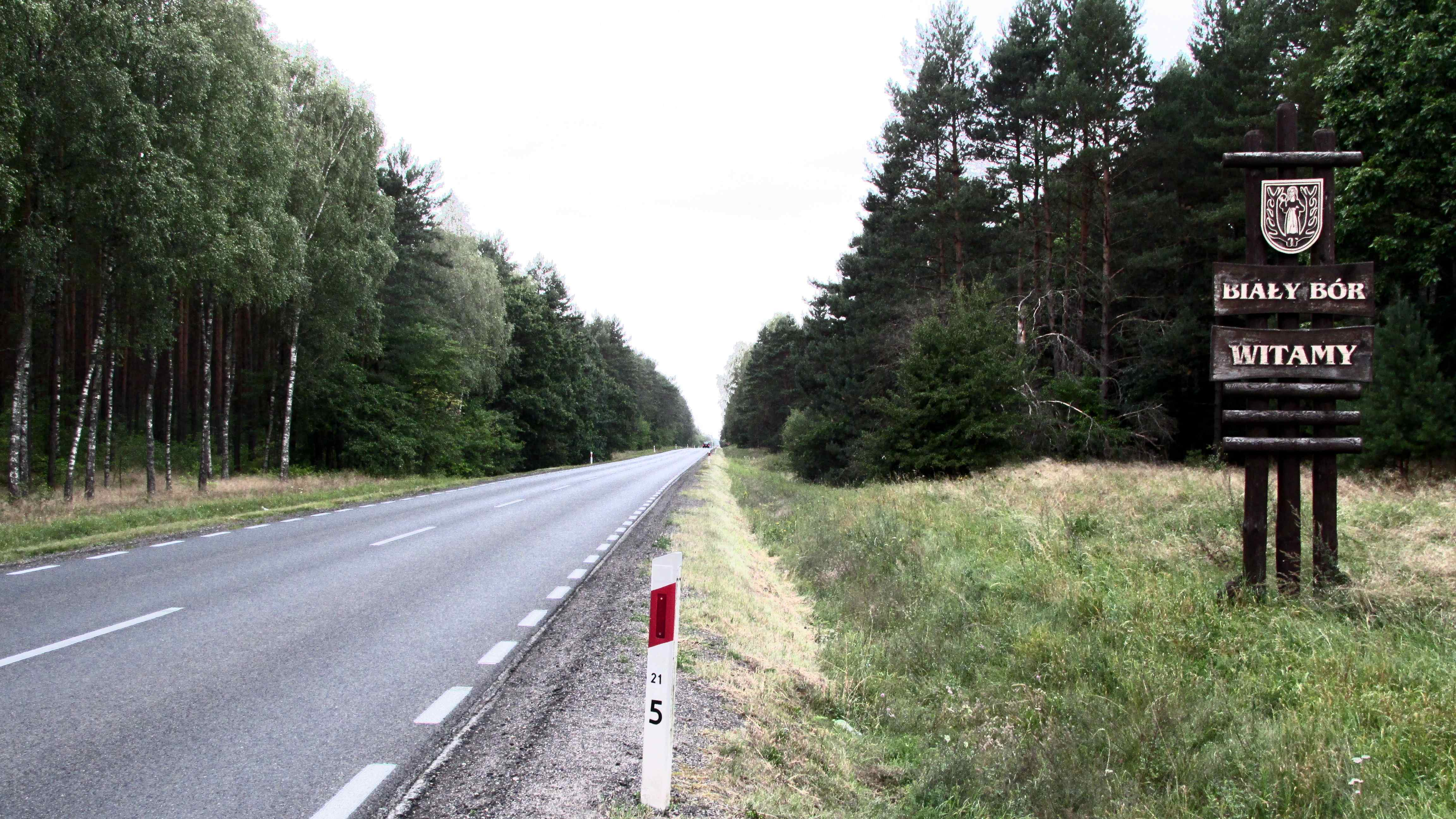
Znak powitalny na granicy miejscowości

- Piramida wieku mieszkańców Białego Boru w 2014 roku[2][16].

### Ludność ukraińska
Po drugiej wojnie światowej do zniszczonego miasta w ramach akcji Wisła przesiedlono wiele ukraińskich rodzin. Dziś Biały Bór jest jednym z największych ośrodków Ukraińców w Polsce. W mieście działa 3-stopniowy Zespół Szkół Ukraińskich im. Tarasa Szewczenki (podstawowa, gimnazjum, liceum), greckokatolicka Cerkiew Narodzenia Przenajświętszej Bogarodzicy, wybudowana w latach 1992–1997 według projektu J. Nowosielskiego przy udziale B.Kotarby.

## Przyroda i turystyka

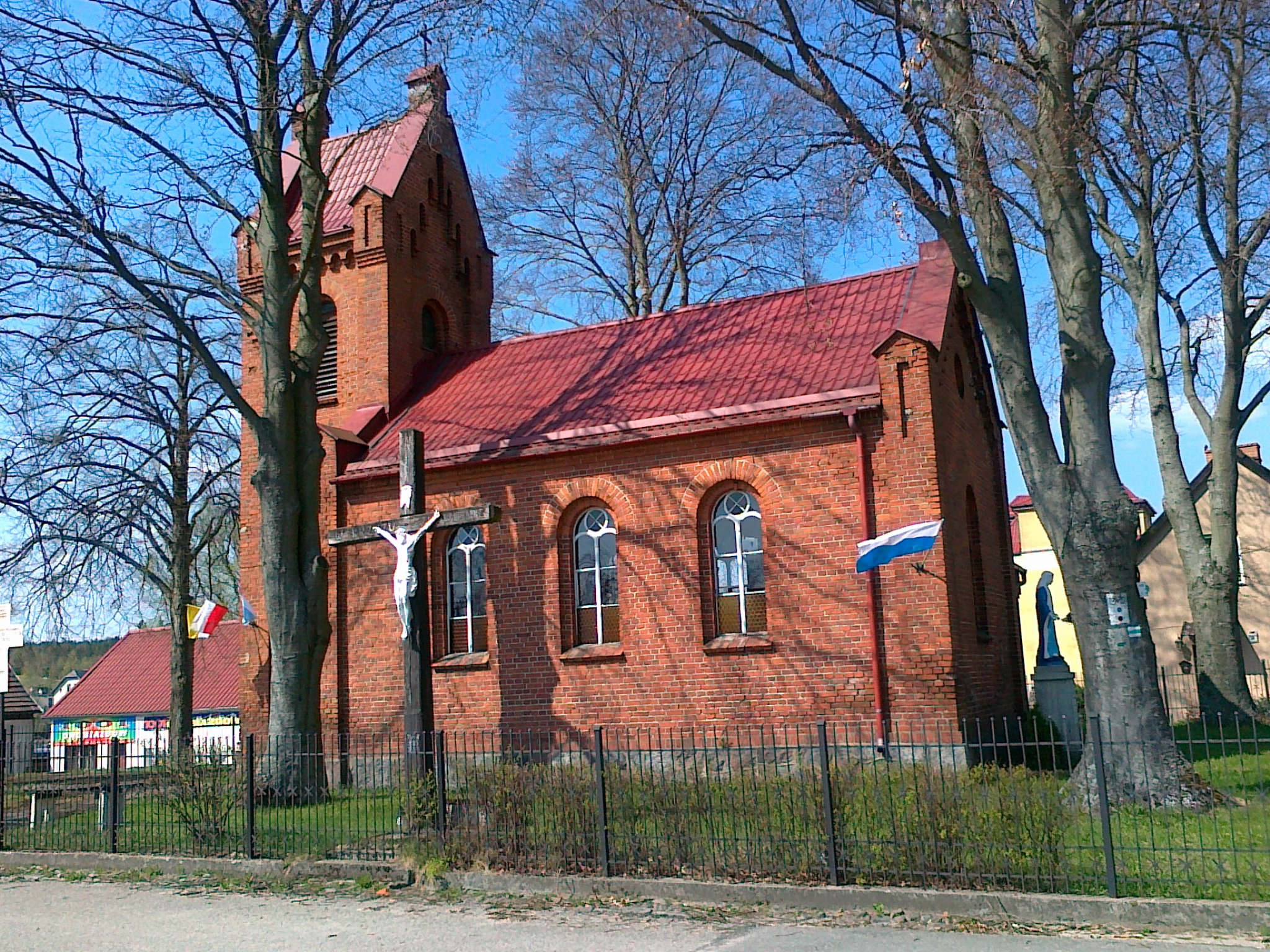
Kościół św. Michała Archanioła

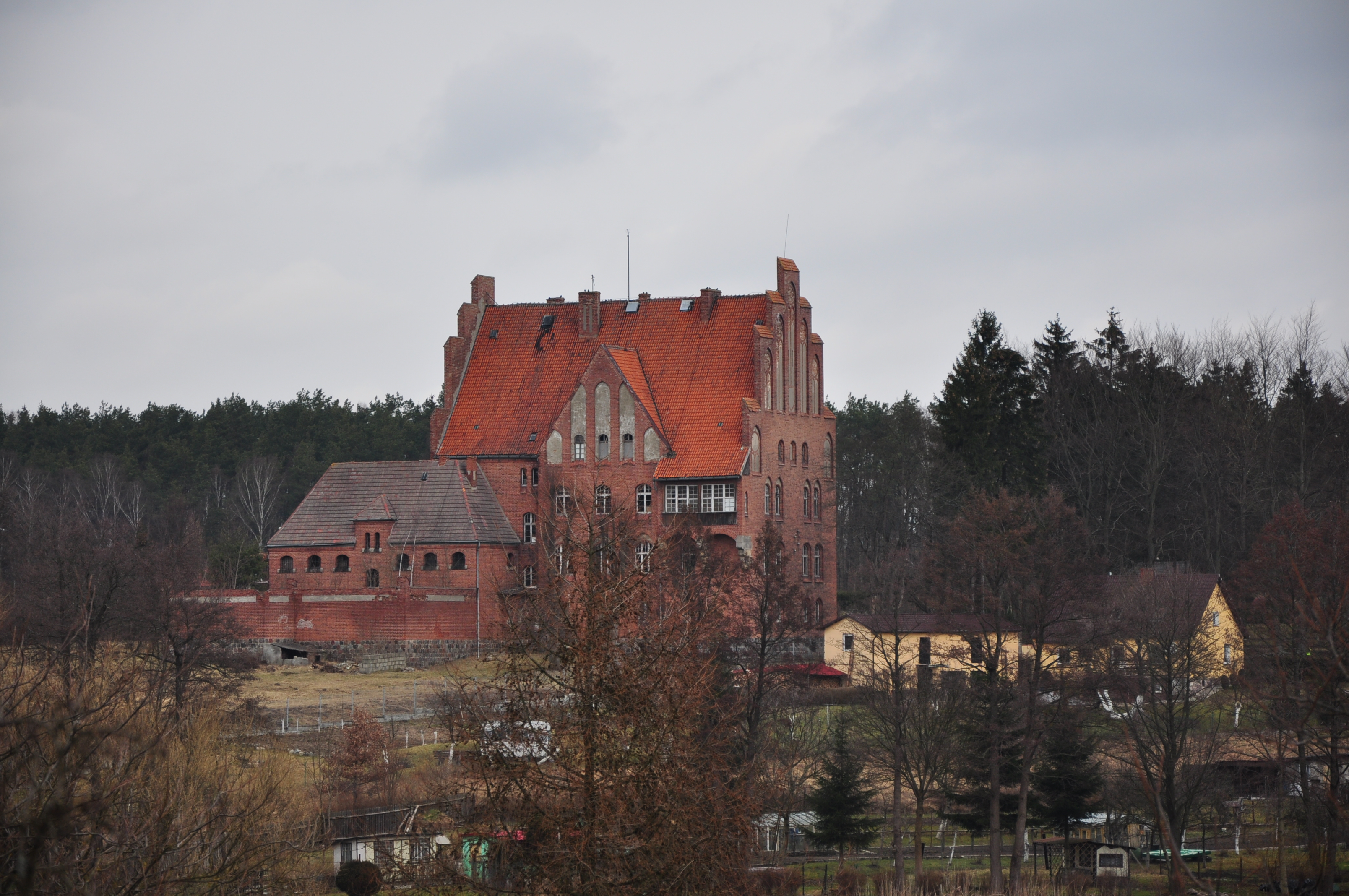
Dawny sąd, dawna szkoła

Miasto położone jest w niewielkiej dolinie, otoczone lasami.
W Białym Borze znajduje się najmłodszy zabytek w Polsce – cerkiew Narodzenia Przenajświętszej Bogarodzicy według projektu i z dekoracją malarską J. Nowosielskiego, powstała w latach 1992–1997, 23 września 2007 r. podniesiona do rangi sanktuarium, wpisana do rejestru zabytków 25 lipca 2019 r.
Obiekty historyczne oraz nowsze:
- kościół św. Michała Archanioła z 1878 r. w stylu neogotycko-neoromańskim z późnobarokowym ołtarzem
- neogotycki budynek d. sądu grodzkiego (dziś niemal w ruinie, należy do właściciela prywatnego)[18]
- pozostałość po młynie wodnym
- stadnina ogierów stylizowana na dawny dwór szlachecki, z torem jeździeckim
- bunkry Wału Pomorskiego
- park
- stajnie przy ul. Dworcowej 22
- ratusz przy ul. Słupskiej 10
- dworzec PKP, ul. Kolejowa
- szkoła, ul. Brzeźnicka 10
- budynek, ul. Bobolicka 4
- narożny dom przy skrzyżowaniu dróg do Szczecinka i Bobolic – parter tego budynku to ryglujący to skrzyżowanie niemiecki dwusektorowy schron bojowy z lat 1939–1945
- cmentarz żydowski w Białym Borze
- pomnik Tarasa Szewczenki

## Transport

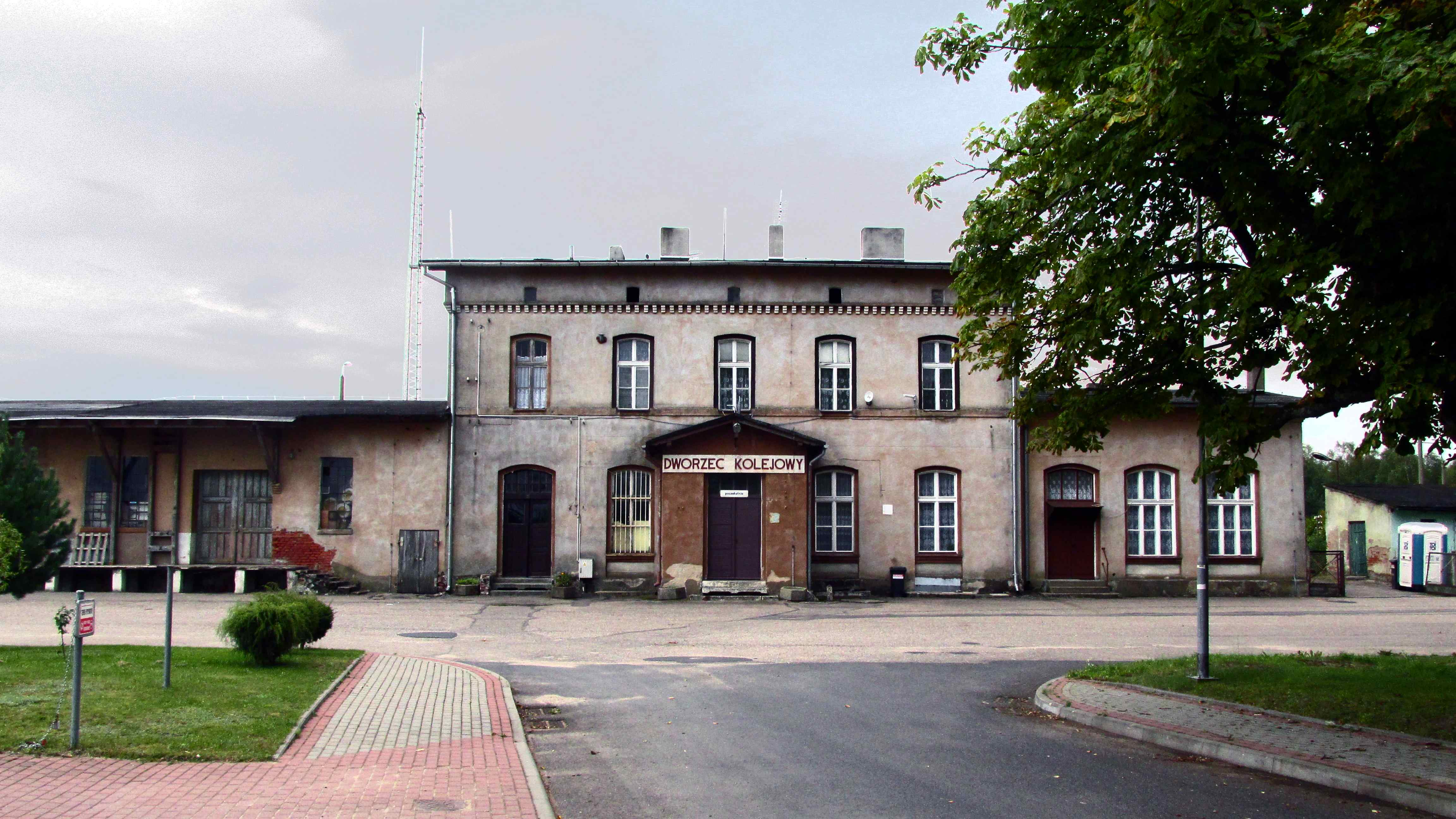
Dworzec kolejowy Biały Bór

Biały Bór leży na przecięciu dróg krajowych: nr 25 z nr 20.
Połączenia do miasta obsługuje pięciu przewoźników autobusowych wywodzących się z b. PKS:
- PPKS Bytów
- PKS Słupsk S.A.
- PKS Człuchów
- PKS Koszalin
- PKS Szczecinek
- PKS Jelenia Góra (sezonowo)

Przez miasto biegnie linia kolejowa nr 405 Piła Główna – Ustka, z przystankiem Biały Bór. Linią kursuje 5 par pociągów regionalnych dziennie w relacji Szczecinek – Słupsk – Szczecinek (część kursów w relacji wydłużonej do / z Chojnic), których obsługę zapewnia przewoźnik POLREGIO S.A. (wcześniej Przewozy Regionalne Sp. z o.o.).
Gmina zasłynęła w 2011 r. z sieci fotoradarów o zagęszczeniu nieproporcjonalnym do swojego obszaru i zaludnienia.

## Żwirownia
W okolicach miasta znajduje się jedno z najwyższych wzniesień w regionie. Jest to sztuczne wzniesienie powstałe z wydobywania żwiru. Góra ma wysokość ok. 250 m. Przy dobrej pogodzie można zobaczyć z niej oddalony o 30 km Szczecinek.

## Oświata

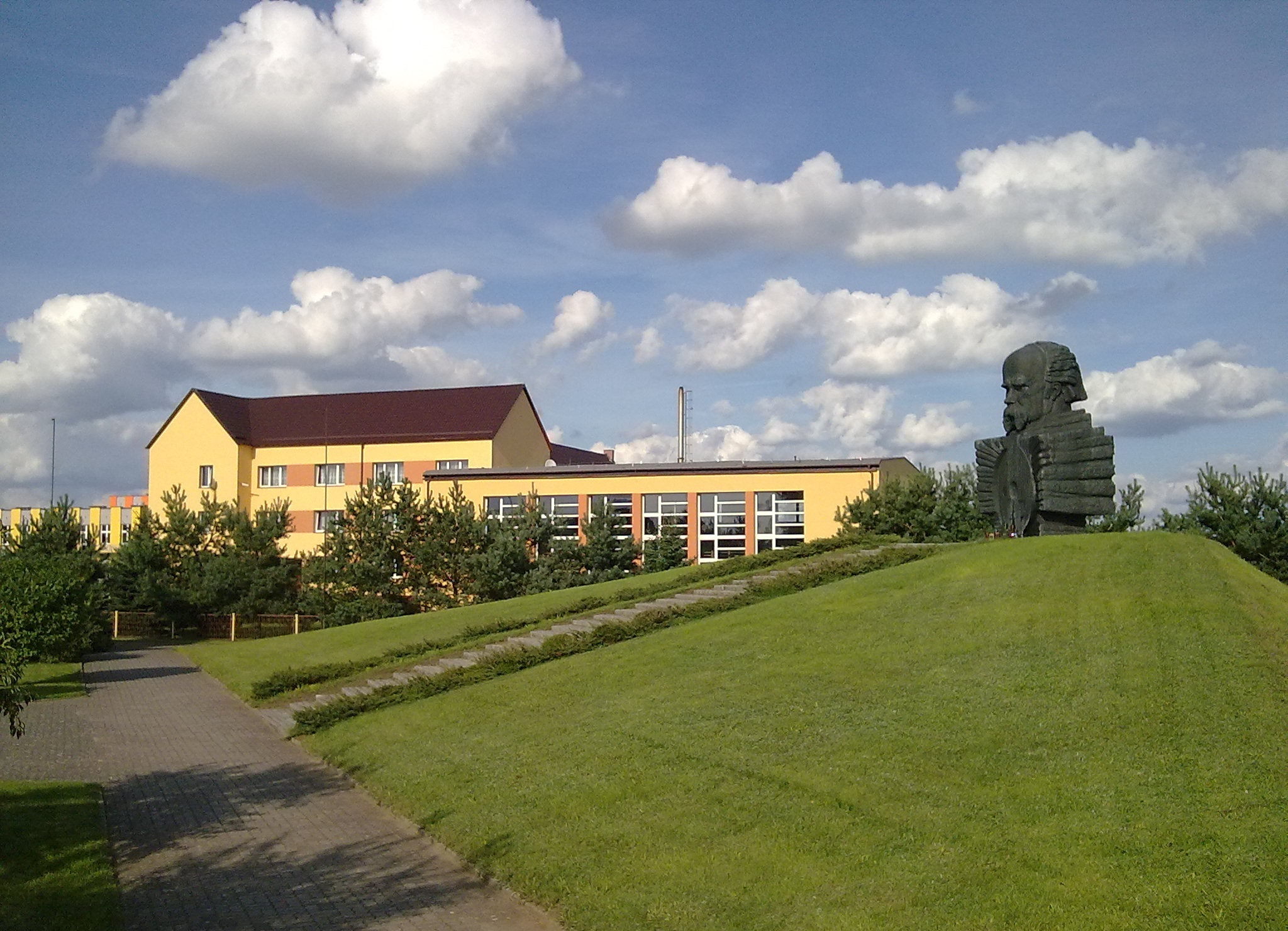
Pomnik Tarasa Szewczenki przy Zespole Szkół Ogólnokształcących im. Tarasa Szewczenki

Na terenie miasta działa kilka placówek oświatowych:
- Zespół Szkół nr 1 im. Henryka Sienkiewicza w Białym Borze
- Szkoła Podstawowa nr 2 im. Tarasa Szewczenki (mniejszości ukraińskiej)
- Zespół Szkół nr 7 (daw. Zespół Szkół nr 1 im. Oskara Langego)
- Liceum Ogólnokształcące nr 1 im. Tarasa Szewczenki (mniejszości ukraińskiej)
- Technikum hodowli koni

## Sport
W mieście działa:
- klub piłkarski Lider
- klub piłkarski Hubertus
- klub kajakarski Hubertus
- klub jeździecki Hubertus przy stadninie koni

W mieście organizowane są mistrzostwa Polski w WKKW.
Obiekty sportowe:
- hala przy Zespole Szkół nr 1
- 2 stadniny koni
- stadion miejski
- kompleks boisk „Orlik 2012”

## Administracja

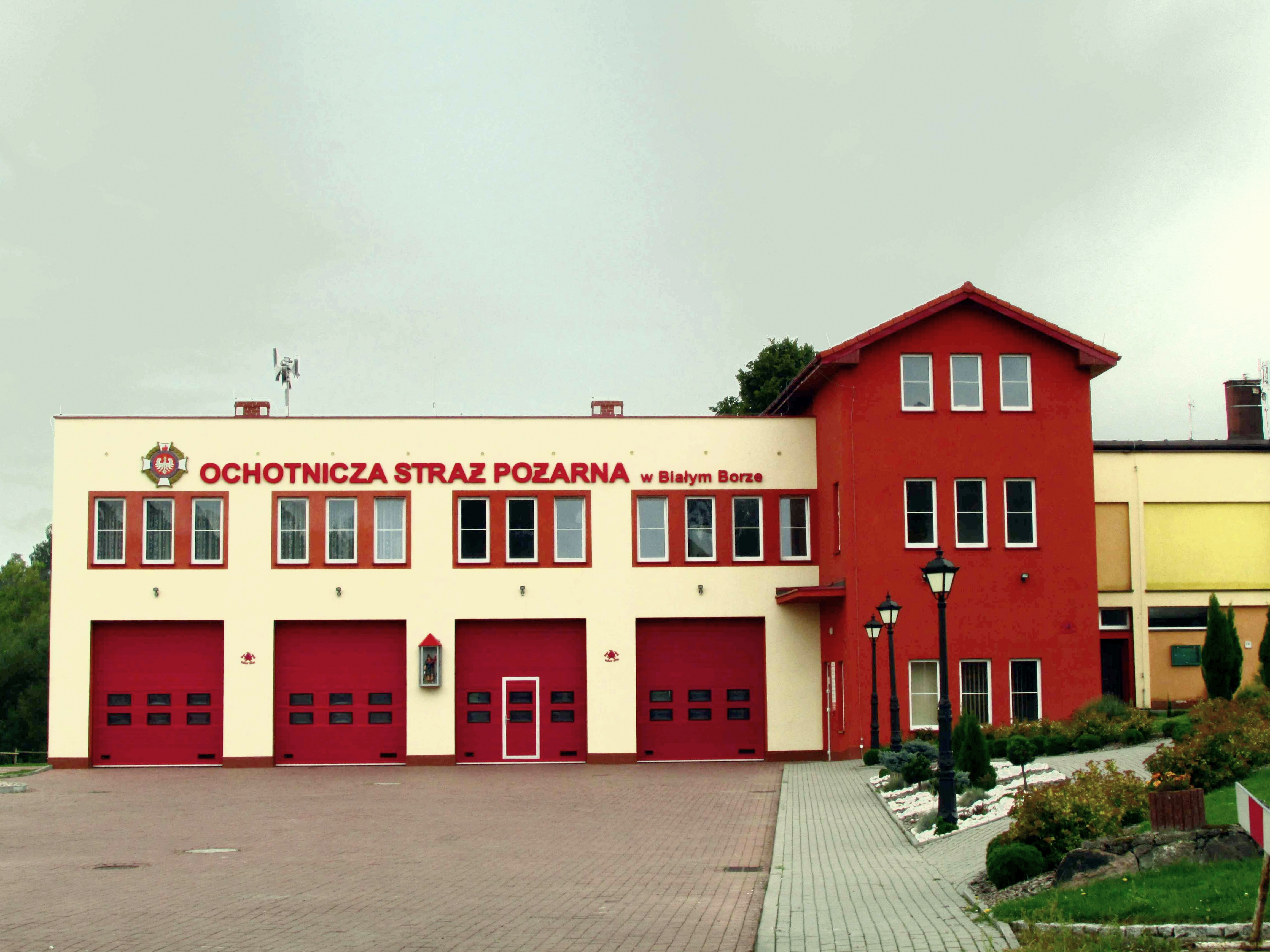
Remiza Ochotniczej Straży Pożarnej

Miasto jest siedzibą gminy miejsko-wiejskiej. W Radzie Miejskiej w Białym Borze zasiada 15 radnych. Organem wykonawczym jest burmistrz. Siedzibą władz jest Urząd Miejski przy ul. Słupskiej.
Burmistrzowie Białego Boru:
- Franciszek Lech Kwaśniewski (PSL) (2002–2012)
- Paweł Stanisław Mikołajewski (2013 r.)

Biały Bór należy do Związku Miast Polskich.
Mieszkańcy Białego Boru wybierają posłów z okręgu wyborczego nr 40, senatora z okręgu wyborczego nr 100, a posłów do Parlamentu Europejskiego z okręgu wyborczego nr 13.

## Wspólnoty wyznaniowe
- Kościół rzymskokatolicki:

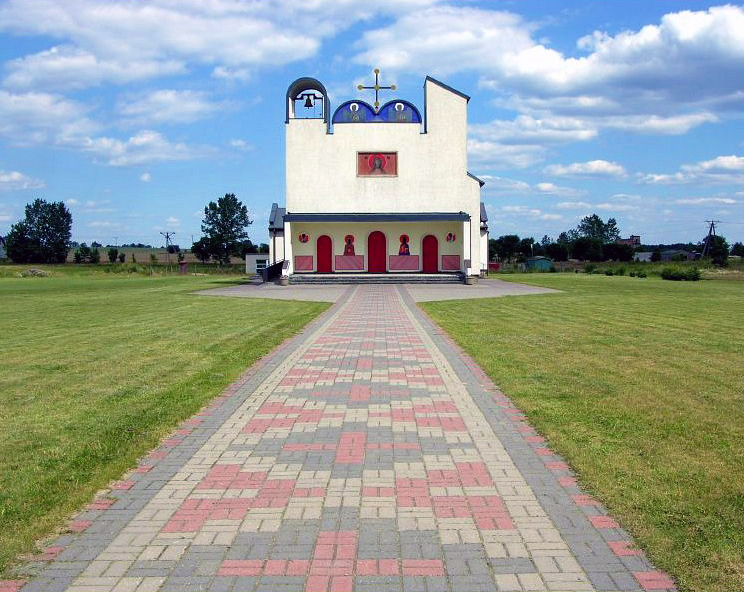
Cerkiew greckokatolicka Narodzenia NMP

  - parafia Najświętszej Maryi Panny Królowej Polski[20]
- Kościół greckokatolicki:
  - parafia Narodzenia Najświętszej Maryi Panny[21]
- Świadkowie Jehowy:
  - zbór (w tym grupa języka migowego) z Salą Królestwa[22].

## Osoby z Białego Boru
W latach 1967–2008 w Białym Borze mieszkał podporucznik Józef Mioduszewski, urodzony w 1922 r., zmarł w 2008 r. Ułan, żołnierz Armii Krajowej, uczestnik akcji „Burza” w powstaniu warszawskim, odznaczony za zasługi w walce przeciw Armii Czerwonej m.in. Orderem Odrodzenia Polski „Polonia Restituta” klasy kawalerskiej, dwoma Krzyżami Walecznych. Miłośnik koni – w latach 1972–1981 był kierownikiem stada ogierów w Białym Borze. Pośmiertnie uhonorowany tytułem bohatera Łomianek przez radę miejską i burmistrza Łomianek.